# Yann Sommer
Yann Sommer (Morges, 17 de dezembro de 1988) é um futebolista suíço que atua como goleiro. Atualmente, joga na Internazionale.

## Carreira

### Basel
Sommer começou sua carreira nas categorias de base do Herrliberg e do Concordia Basel, antes de se transferir à do Basel em 2003. Lá, ele assinou seu primeiro contrato profissional em 2005, conquistando a titularidade da equipe sub-21 e a posição de terceiro goleiro no elenco principal.
Em 2007, foi emprestado ao Vaduz, que na época disputava a Challenge League, segunda divisão do futebol suíço, contribuindo para sua promoção na temporada 2007–08. Em 2009, retornou ao Basel e fez sua estreia pelo time profissional em partida contra o Young Boys, pela primeira divisão. Na metade do ano, Sommer voltou a ser emprestado, dessa vez para o Grasshoppers, onde permaneceu por uma temporada.
Em 2010, voltou para o clube da Basileia e assinou um contrato de 5 anos, assumindo a titularidade do gol na temporada seguinte. Em setembro de 2011, estreou pela Champions League em jogo contra o Oțelul Galați, e nas temporadas seguintes, empilhou um total de 4 Superligas Suíças e 1 Copa da Suíça.

### Borussia Mönchengladbach
Em 2014, foi contratado pelo Borussia Mönchengladbach, que procurava uma reposição para Marc-André Ter Stegen, que havia sido vendido para o Barcelona. Na primeira temporada de Sommer pelo time, o Mönchengladbach terminou a Bundesliga na terceira colocação, melhor campanha desde 1987. Suas atuações e a classificação da equipe para a Champions League de 2015–16 o renderam o prêmio de melhor jogador do clube.
Na temporada de 2015–16, as coisas começaram em sentido oposto: o Borussia Mönchengladbach perdeu seu jogo de estreia na Bundesliga, contra o Borussia Dortmund, por 4–0, e o primeiro jogo na Champions League foi uma derrota contundente por 3–0 para o Sevilla. Sommer foi culpado pelos dois jogos, e após uma sequência de 5 derrotas na Bundesliga, o técnico Lucien Favre deixou o cargo, caracterizando o pior início de temporada da equipe até então.
Com o anúncio do novo técnico interino, André Schubert, o Mönchengladbach reencontrou o caminho do sucesso, após 4 vitórias em 4 partidas, que determinaram a oficialização de seu contrato pelo clube. Além disso, o Borussia Mönchengladbach se classificou para a Champions League pela segunda vez consecutiva, depois de encerrar a Bundesliga em quarto lugar.
Em novembro de 2019, Sommer novamente estendeu seu contrato, agora até 2023. Na Champions League de 2020–21, o Borussia Mönchengladbach chegou até as oitavas de final, sendo eliminado pelo finalista Manchester City, com agregado de 4–0 para os ingleses. No dia 27 de agosto de 2022, em partida contra o Bayern de Munique, Sommer efetuou 19 defesas, que seguraram o placar em 1–1 na Allianz Arena. Essa atuação rendeu um novo recorde de defesas de um goleiro na Bundesliga.

### Bayern de Munique
Em 19 de janeiro de 2023, com a necessidade de reposição de Manuel Neuer, que havia se fraturado enquanto esquiava, o Bayern de Munique anunciou a contratação de Yann Sommer, por € 8 milhões (cerca de R$ 45,1 milhões).
| “              | Estou realmente ansioso pelo meu novo papel no FC Bayern. É um grande clube com poder, muitas vezes jogamos um contra o outro – sei da enorme qualidade e apelo deste clube. Estou orgulhoso de fazer parte do FC Bayern agora. Temos grandes tarefas pela frente. Estou realmente ansioso para começar com meus novos colegas e com tudo o que está por vir. | ” |
| — Yann Sommer. | |   |

Após 8 anos e meio no Borussia Mönchengladbach, Sommer fez sua estreia pela equipe bávara logo no dia seguinte, em 20 de janeiro, em empate por 1–1 contra o RB Leipzig. Fez 25 jogos pelo Bayern e conquistou a Bundesliga de 2022–23, antes do término precoce de seu contrato, que valia até julho de 2025.

### Internazionale
Em 7 de agosto de 2023, a Inter de Milão anunciou a contratação de Sommer por € 6 milhões (cerca de R$ 32 milhões), com contrato válido até junho de 2026. Pelos Nerrazurri, fez sua estreia em amistoso contra o Red Bull Salzburg. Logo em seu primeiro Derby della Madonnina, Sommer e a Inter asseguraram uma vitória elástica de 5–1 diante do Milan, que consolidou a titularidade do goleiro pelo restante da temporada, na qual ainda venceriam a Supercopa e a Serie A.

## Seleção suíça
Sommer representou a Suíça pelas categorias sub-16, sub-17, sub-19 e sub-21, antes de estrear na seleção principal em 2012. Para a Copa do Mundo de 2014, ele foi convocado como reserva do goleiro Diego Benaglio. Na Eurocopa de 2016, foi o titular, ao lado de seus companheiros Roman Bürki e Marwin Hitz. Voltou a ser convocado na Copa do Mundo de 2018, em que fez sua estreia em Copas do Mundo diante do Brasil, em empate por 1–1. Em 2019, participou da primeira edição da Nations League, na qual a Suíça terminou na quarta posição. Na Eurocopa de 2020, defendeu o pênalti decisivo de Kylian Mbappé nas penalidades das oitavas de final contra a França, levando sua seleção às quartas. Em 2022, mais uma vez, foi chamado para a Copa do Mundo, na qual a Suíça foi eliminada por Portugal, após goleada de 6–1 nas oitavas.
Entre junho e julho de 2024, disputou sua última competição pela seleção nacional, ao ser convocado para a edição de 2024 da Eurocopa. Um mês depois, em 19 de agosto de 2024, anunciou sua despedida e aposentadoria da seleção.

## Vida pessoal
Yann Sommer é casado com Alina Sommer desde agosto de 2019, com quem teve uma filha, Mila, de 5 anos. Em suas redes sociais, publica conteúdos de culinária e é declaradamente fã de Keith Richards, guitarrista dos Rolling Stones, que o inspirou a aprender violão. Além disso, já fez ensaios profissionais como modelo.

## Títulos
FC Vaduz
- Challenge League: 2007–08
- Copa de Liechtenstein: 2007–08

FC Basel
- Superliga Suíça: 2010–11, 2011–12, 2012–13, 2013–14
- Copa da Suíça: 2011–12

Bayern de Munique
- Bundesliga: 2022–23

Inter de Milão
- Serie A: 2023–24
- Supercopa da Itália: 2023

Individuais
- Seleção da Eurocopa Sub-21: 2011[22]
- Seleção da Superliga Suíça: 2013–14[23]
- Futebolista Suíço do Ano: 2016, 2018, 2021[24]
- Seleção Fantasy da Bundesliga: 2019–20[25]
- Seleção da Serie A: 2023–24[26]
- Seleção Europeia do The Athletic: 2023–24[27]
- Seleção da ESM: 2023–24[28]